# György Harag
Dans le nom hongrois Harag György, le nom de famille précède le prénom, mais cet article utilise l’ordre habituel en français György Harag, où le prénom précède le nom.
György Harag est un acteur et metteur en scène hongrois de Roumanie.

## Biographie
György Harag est né le 4 juin 1925 à Marghita dans une famille juive hongroise. Il était le fils de Magada Kádár et de Jenő Harag, marchand de bois. Il commença ses écoles élémentaires à Marghita, mais les termina à Tășnad. Il fit ses études secondaires sur Oradea Mare, d'abord au lycée Emanoil Gojdu, puis au lycée juif d'Oradea Mare, enfin il passa ses examens scolaires au lycée Szent László. Après avoir obtenu son diplôme, il a travailla pendant un an en tant qu'apprenti, apprenant la fabrication de céramiques à Budapest.
György Harag et sa famille furent déportés en 1944. Du ghetto de Szilágysomlyó, il fut transporté à Auschwitz, Mauthausen, puis à Ebensee. Il fut le seul survivant de toute sa famille, ayant perdu ses deux parents et ses frères.
Très malade, il retourna à Tasnád en 1945. Après une longue période de convalescence, il s'inscrit à l'Académie hongroise de musique et de théâtre de Cluj. En 1946, il fut admis à l'Académie des arts du spectacle, en spécialisation académique d'acteur (à défaut de la spécialisation académique de réalisateur). Sur les cinquante étudiants admis, seulement dix-huit atteignirent le stade final. Il fut engagé au Théâtre d'État hongrois de Cluj et poursuivit ses études parallèlement à son travail au théâtre. En 1947, il avait joué sept rôles en tant qu'acteur et en 1949 eurent lieu ses débuts en tant que metteur en scène.
Au cours de ses études universitaires, il croisa la route d'artistes comme Lili Poór, Lajos Szabó (en), Ferenc Delly, Miklós Tompa, Ernő Szabó, György Kovács et Lajos Kőmives Nagy.
La compagnie György Harag (hu) fut fondée à Baia Mare en 1953 par les diplômés de l'Académie hongroise de musique et de théâtre sous la direction de György Harag. Après avoir obtenu leur diplôme, ces étudiants avaient décidé de ne pas se séparer, mais de créer leur propre compagnie. Baia Mare s'avéra être le lieu idéal pour leurs débuts, car la compagnie roumaine y avait déjà travaillé. Cela devint le lieu de naissance de la compagnie hongroise, qui prit son nom après sa mort. Elle est aujourd'hui basée à Satu Mare, au Théâtre du Nord. La tradition théâtrale de Satu Mare était vieille de plus de deux siècles, et malheureusement interrompue par le début de la Seconde Guerre mondiale. Les conditions de travail à Baia Mare, dans un théâtre mal rénové et dans un petit espace à partager avec la section roumaine, rendirent impossible leur développement professionnel et les obligèrent à prendre des mesures pour obtenir la permission de s'installer à Satu Mare (en 1956), où le beau bâtiment classé (déjà rénové des ravages de la guerre) était abandonné dans une ville capable d'offrir plus d'opportunités pour la compagnie et aussi un public hongrois plus nombreux. La compagnie roumaine ne sera fondée que 11 ans plus tard, en 1968. Il dirigea la compagnie pendant 3 ans mais en 1960 il démissionna et chercha pendant une dizaine d'années son moi artistique.
En 1963, il devint le premier directeur du théâtre de Târgu Mureș et resta en fonction pendant une dizaine d'années. En 1975, il devint le premier directeur du théâtre hongrois de Cluj et le resta jusqu'à sa mort.

## Galerie

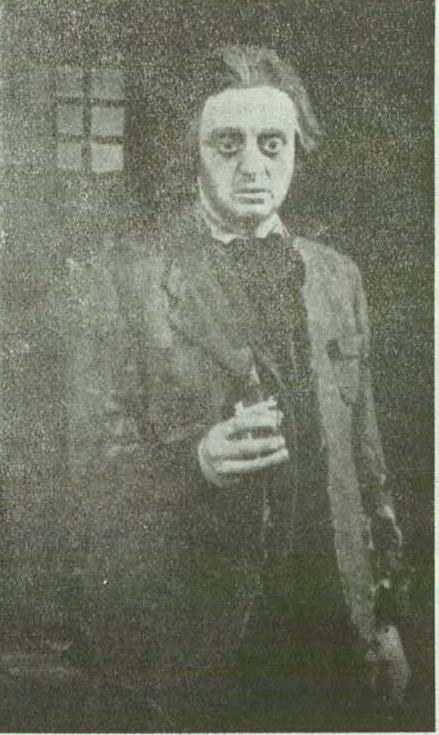
Photo publiée en mai 1985 dans Teatrul Magazine
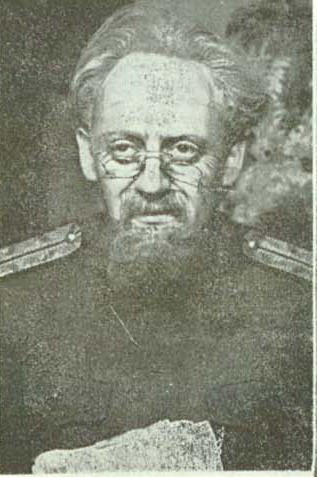
Photo publiée en mai 1985 dans Teatrul Magazine
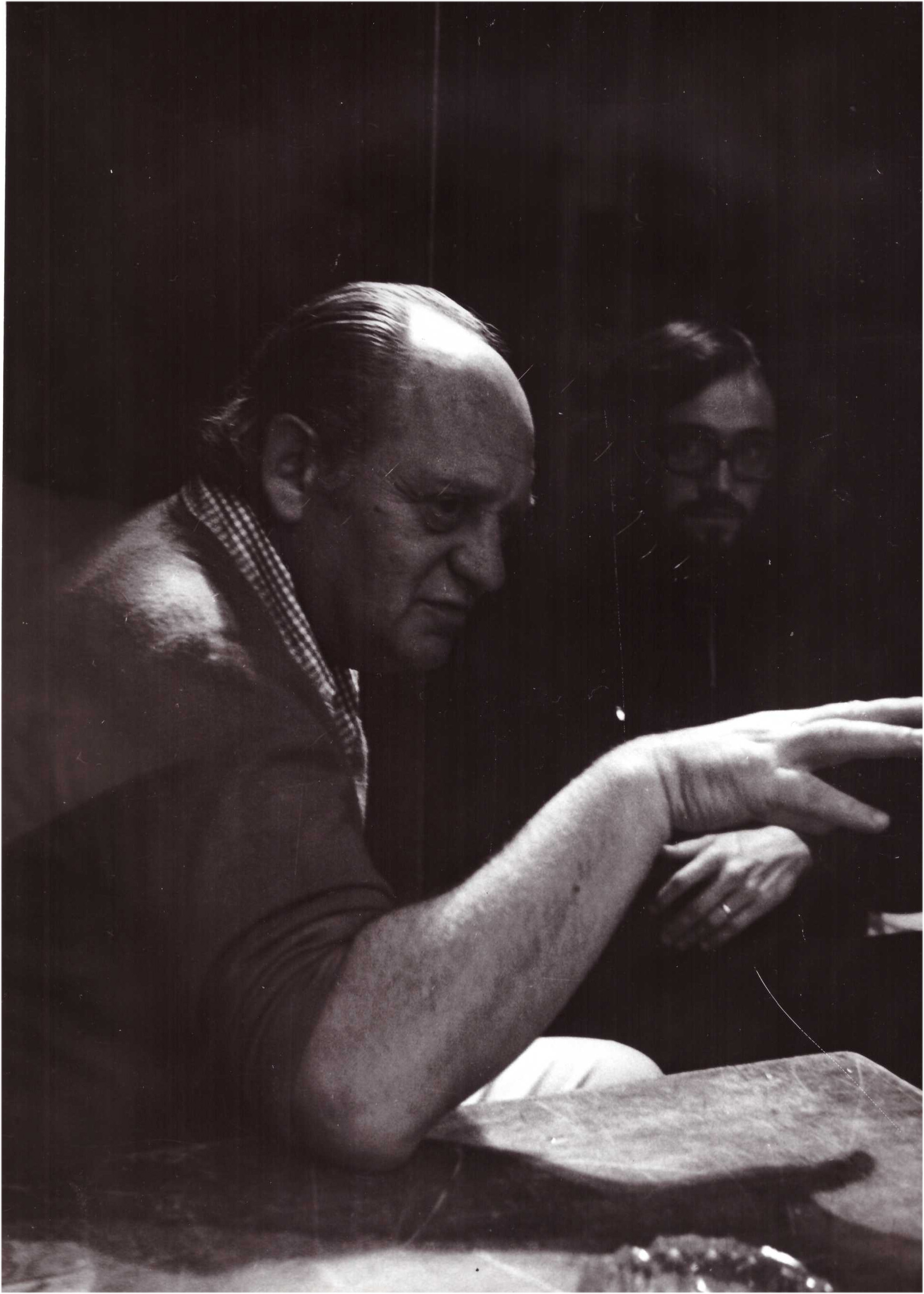
György Harag photographié par Ferenc Csomafáy (hu)
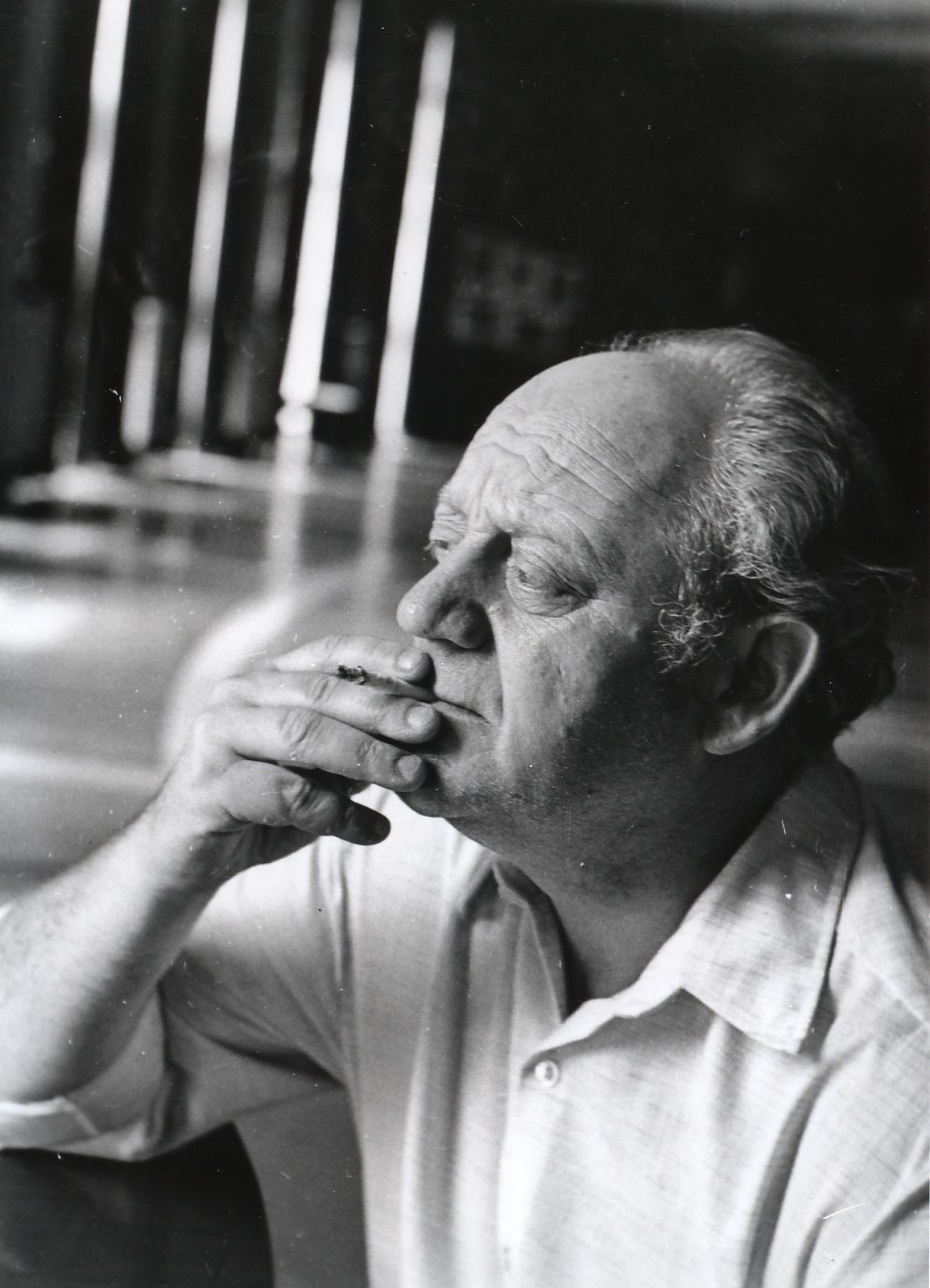
György Harag photographié par Ferenc Csomafáy (hu)